# Dorilau (general)
Dorilau (en llatí: Dorylaus, en grec antic: Δορύλαος 'Dorýlaos') va ser un general del Regne del Pont que servia a Mitridates VI Eupator.
Dorilau va anar en ajuda d'Arquelau, que dirigia la flota pòntica, que operava a Grècia i Sul·la el va perseguir l'any 86 aC. Arquelau, desgastat després de la batalla de Queronea, va rebre vuitanta mil homes de reforç dirigits per Dorilau, que li van permetre d'arribar a Calcis (Eubea), i amb els que va poder tornar a Beòcia, però Sul·la el va derrotar a la rodalia d'Orcomen l'any 85 aC en una batalla de dos dies.